# Gloster E.1/44
El Gloster E.1/44 fue un diseño de caza a reacción monomotor británico de la época de la  Segunda Guerra Mundial, desarrollado y producido por la firma de aviación británica Gloster Aircraft Company. Fue uno de los primeros aviones propulsados a reacción que se desarrolló y se produjo con carácter experimental.
Tras las pruebas favorables del primer avión a reacción de Gran Bretaña, el Gloster E.28/39 con turborreactor, en 1941, hubo un interés considerable en la aplicación de la nueva tecnología de propulsión a los aviones de caza. Durante 1942 comenzaron los trabajos de desarrollo de un avión de caza bimotor más grande, que se convirtió en el Gloster Meteor, el primer caza a reacción aliado. El fabricante industrial británico Rover, que ya había sido contratado para producir el motor a reacción Power Jets W.2, tuvo considerables dificultades para lograr una producción suficiente de motores durante la guerra. Preocupado por las consecuencias más amplias de esta escasez para la producción, el Ministerio del Aire reconoció el valor potencial de adoptar un avión monomotor en lugar de la configuración bimotor del Meteor, lo que llevó a la emisión de la Especificación E.5/42, que solicitaba el diseño y la fabricación de un caza de este tipo.
Gloster estuvo entre las empresas que recibieron la especificación y produjo un diseño de caza monomotor con una configuración monoplano de ala baja, que estaría equipado con un ala muy trapezoidal y una cola en T, además de estar propulsado alternativamente por un solo motor Halford H.1 o Rolls-Royce Nene, alimentado por tomas de aire en las raíces del ala. A finales de 1943 comenzaron los trabajos en un par de prototipos, denominados GA.1. Los problemas de fabricación de motores se solucionaron en su mayoría tras la reasignación de la actividad de producción a Rolls-Royce Limited. Gloster decidió perfeccionar el GA.1 de forma independiente, hasta que el Ministerio del Aire emitió la Especificación E.1/44 durante 1944, que buscaba un avión experimental con motor a reacción propulsado por el Rolls-Royce Nene, lo que dio lugar al GA.2 revisado. El progreso del nuevo caza fue lento, ya que Gloster se había concentrado en el desarrollo y producción del Meteor. El 9 de marzo de 1948, el segundo E.1/44 realizó su vuelo inaugural en RAF Boscombe Down. Las pruebas revelaron características y rendimiento poco prometedores; Gloster reconoció que el Meteor tenía mayor potencial de desarrollo y el avión nunca entró en producción.

## Desarrollo

### Antecedentes
El desarrollo del E.1/44 propulsado por turborreactor fue el producto de una colaboración entre la Gloster Aircraft Company y la empresa de Sir Frank Whittle, Power Jets Ltd. Whittle había formado Power Jets en marzo de 1936 para desarrollar sus ideas de propulsión a reacción, con Whittle como ingeniero jefe de la empresa. Durante varios años fue difícil atraer patrocinadores financieros y empresas de aviación dispuestas a adoptar las ideas radicales de Whittle; en 1931, Armstrong-Siddeley había evaluado y rechazado la propuesta de Whittle, considerándola técnicamente sólida, pero que estaba al límite de la capacidad de ingeniería. La obtención de financiación fue un problema persistentemente preocupante durante las primeras etapas del desarrollo del motor. El primer prototipo de motor a reacción de Whittle, el Power Jets WU, comenzó a realizar pruebas a principios de 1937; poco después, Sir Henry Tizard, presidente del Comité de Investigación Aeronáutica y el Ministerio del Aire dieron su apoyo al proyecto.
El 28 de abril de 1939, Whittle visitó las instalaciones de la Gloster Aircraft Company, donde conoció a varias figuras clave, como George Carter, el diseñador jefe de Gloster. Carter se interesó mucho en el proyecto de Whittle, particularmente cuando vio el motor Power Jets W.1 en funcionamiento; Carter rápidamente hizo varias propuestas preliminares de varios diseños de aeronaves propulsadas por ese motor. Independientemente, Whittle también había estado elaborando propuestas para un bombardero a reacción de gran altitud; tras el inicio de la Segunda Guerra Mundial y la Batalla de Francia, surgió un mayor énfasis nacional en los aviones de caza. Power Jets y Gloster rápidamente llegaron a un acuerdo mutuo a mediados de 1939.
En septiembre de 1939, el Ministerio del Aire emitió una especificación a Gloster para que un avión probara uno de los diseños de turborreactores de Whittle en vuelo, lo que resultó en el desarrollo del Gloster E.28/39, el primer avión a reacción británico. El nombre adoptado para esta prueba inicial de concepto de avión, E.28/39, se originó debido a que el avión fue desarrollado de conformidad con la 28.ª Especificación "Experimental" emitida por el Ministerio del Aire en 1939. Si bien la especificación había incluido disposiciones para armamento, estas no se incluyeron inicialmente y el avión estaba destinado principalmente a demostrar la viabilidad, las cualidades y el valor potencial de la propulsión a reacción en términos generales, no a producir inmediatamente un avión de combate. El 15 de mayo de 1941, el piloto de pruebas jefe de Gloster, el teniente de vuelo Gerry Sayer, voló el avión con motor a reacción por primera vez desde RAF Cranwell, cerca de Sleaford en Lincolnshire, en un vuelo que duró 17 minutos.

### Propuestas
Las exitosas pruebas del E.28/39 condujeron directamente al diseño del caza a reacción bimotor Gloster Meteor a partir de 1940. Durante 1942, el fabricante de motores Rover, que ya había sido contratado para producir el motor a reacción Power Jets W.2, había experimentado problemas de producción y el Ministerio del Aire decidió emitir la Especificación E.5/42 para un avión que sólo sería propulsado por un motor. Gloster produjo un diseño que evolucionó hasta convertirse en un monoplano de ala baja equipado con un ala muy trapezoidal y una disposición de cola en T, junto con un tren de aterrizaje con rueda de cola. Debía estar propulsado por un motor Halford H.1 o Rolls-Royce Nene alimentado por tomas de aire en las raíces alares. A finales de 1943, comenzó la construcción de un par de prototipos GA.1.
Las dificultades de fabricación se resolvieron cuando Rolls-Royce Limited intercambió la producción de motores a reacción (por lo que el motor W.2 se conocería como Welland) por la producción de motores para tanques Meteor con Rover, superando Rolls-Royce los problemas de producción. La demanda de un diseño monomotor se disipó y el incipiente GA.1 ya no fue necesario. Gloster continuó trabajando en el diseño de forma privada, con la intención de adoptar un motor Halford H.1 para propulsar el modelo, en lugar del W.2/Welland.
Durante 1944, el Ministerio del Aire emitió la Especificación E.1/44 para un avión experimental con motor a reacción que sería propulsado por el nuevo motor Rolls-Royce Nene. El equipo de diseño de Gloster decidió abordar los requisitos específicos de esta nueva especificación desarrollando un nuevo diseño, el GA.2. No estaba basado en el anterior E.5/42, ya que era un avión significativamente más grande. En 1944, después de revisar las propuestas, el Ministerio del Aire emitió un contrato a Gloster por un prototipo; a este pedido se sumaron, a finales de 1945, pedidos adicionales para completar otros tres aviones.

## Diseño

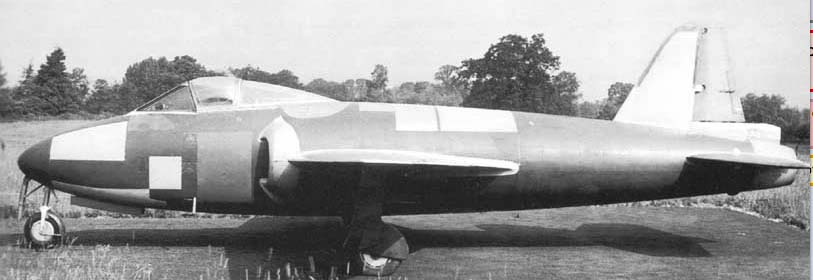
Gloster E.1/44 SM809, equipado con la unidad de cola original, alrededor de 1944.

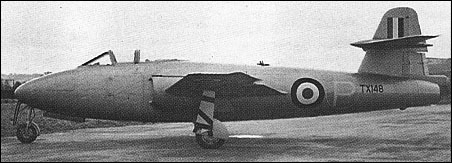
Gloster E.1/44, equipado con la unidad de cola revisada, alrededor de 1949.

El Gloster E.1/44 era un diseño monoplano de ala media con revestimiento sujeto a esfuerzos, que presentaba un fuselaje relativamente ancho y un tren de aterrizaje de vía ancha. El diseño tenía poco parecido con el bimotor Meteor y sólo similitudes superficiales con el anterior y pionero E.28/39, siendo un avión más grande y significativamente más pesado. A diferencia del E.28/39, que tenía una entrada de aire central en el morro que conducía a un conducto recto para llegar a su motor turborreactor, el Nene del E.1/44 recibía aire a través de un par de tomas de aire semicirculares delante de las raíces de las alas. El plano de cola estaba montado a mitad del fuselaje trasero, situado debajo del único empenaje y timón. A diferencia del anterior E.5/42, para el E.1/44 se adoptó un tren de aterrizaje triciclo muy separado.
El fuselaje inusualmente ancho del E.1/44 fue construido en secciones, cuya parte delantera estaba unida a la sección central mediante cuatro larguerillos. El fuselaje central, compuesto por marcos de sección en Z reforzados y marcos de sección de doble canal pesados, albergaba el Nene y los puntos de fijación para la sección central del ala. En los laterales de la sección central se encontraban las tomas de aire, que presentaban purgas de capa límite y eran fácilmente desmontables. La sección del fuselaje trasero utilizaba una construcción semimonocasco, reforzada por varios marcos de sección en Z y largueros en forma de sombrero de copa; la sección de cola desmontable presentaba una estructura similar. Aparte de la parte superior del empenaje, que estaba compuesta de madera por sus propiedades aislantes, la unidad de cola era una unidad totalmente metálica con recubrimiento sujeto a esfuerzos. Se utilizaron remaches para fijar las secciones.
La sección central del ala, que albergaba los flaps, los frenos de aire internos y el tren de aterrizaje principal, era una estructura de revestimiento sujeto a esfuerzos de un solo larguero, con un larguero trasero auxiliar. Ambos largueros utilizan un diseño de alma de placas; los brazos del larguero principal están compuestos de acero de alta resistencia y el larguero trasero de brazos de aleación ligera. Las partes exteriores del ala, que tenían una construcción similar, estaban fijadas a los largueros y al borde de ataque. Una característica inusual del avión era el revestimiento de las alas, que estaba compuesto de acero inoxidable, relativamente difícil de trabajar.
Los controles de vuelo del E.1/44 eran relativamente convencionales, empleando una serie de varillas de empuje y ejes de torsión de resorte (estos últimos se usaban principalmente para el accionamiento de las pestañas de resorte) para enviar entradas de control a las superficies de control de vuelo. La potencia para el tren de aterrizaje y los flaps era proporcionada por una bomba hidráulica Dowty, accionada a través de un engranaje desde el motor Nene. Para emergencias, había una bomba manual para las superficies de vuelo y un sistema de aire comprimido para el tren de aterrizaje. La energía eléctrica era proporcionada por un generador HX2 de 1500 vatios, también accionado a través del engranaje, que cargaba un par de acumuladores de 12 voltios conectados en serie. El equipo incluía un equipo de radio bidireccional, IFF, tanques de oxígeno, sistema de descongelación del parabrisas, detectores y extintores de incendios y un paracaídas de frenado en la cola.

### Construcción y pruebas
El progreso del nuevo caza fue lento, ya que Gloster decidió concentrarse en el Meteor bimotor y el primer prototipo no se completó hasta julio de 1947. El proyecto sufrió un revés considerable cuando el prototipo resultó destruido en un accidente de carretera mientras era transportado a RAF Boscombe Down para realizar pruebas de vuelo.
El primer E.1/44 que voló fue el segundo prototipo. El 9 de marzo de 1948, realizó su primer vuelo en RAF Boscombe Down, pilotado por el piloto jefe de pruebas de Gloster, Bill Waterton. Según se informa, Waterton no quedó impresionado con el avión y comentó sobre su falta de potencia y sus características de vuelo desfavorables, refiriéndose a él de manera poco halagadora como el "Gormless" ("Tonto"). Si bien este nombre no oficial nunca se mantuvo, el prototipo nunca recibió un nombre oficial, aunque en un momento se propuso "Ace". Poco después de su primer vuelo, el segundo prototipo fue enviado a RAF Moreton Valence, Gloucestershire, para realizar más vuelos de pruebas.
Las pruebas de vuelo iniciales confirmaron el pobre manejo del avión y se instaló una unidad de cola revisada con un plano de cola montado en alto. Si bien se atribuye a este cambio la solución de los problemas de manejo, el rendimiento seguía siendo poco mejor que el del Meteor existente. Esta comparación fue un factor importante en la finalización del programa de pruebas durante 1949, ya que el diseño no poseía el potencial de desarrollo del Meteor. El cuarto prototipo (TX150) nunca se completó.
Algunos elementos del diseño se utilizaron en otros aviones. El diseño de cola revisado desarrollado para el E.1/44 se trasladó al Meteor, utilizándose en el Meteor F.8 y modelos posteriores. Una vez finalizado el programa, los dos aviones que lograron volar continuaron utilizándose como bancos de pruebas aéreos durante algún tiempo antes de ser desguazados; según se informa, al menos uno de estos prototipos aún existía en 1951.

## Variantes
GA.1
Versión monomotor del diseño para cumplir con la especificación E.5/42 del Ministerio del Aire: dos aeronaves con matrículas SM801 y SM805, construcción abandonada.
GA.2 Ace
Variante mejorada para cubrir la E.1/44, se construyeron tres ejemplares, el SM809 resultó destruido durante el tránsito a Boscombe Down por carretera y nunca voló. El TX145 voló por primera vez el 9 de marzo de 1948. El TX148 con cola modificada voló por primera vez en 1949; el diseño de cola se utilizó más tarde en el Gloster Meteor F.8.
GA.3
Avión de preproducción, matrícula TX150, no construido.
GA.4
Se ordenaron cuarenta aviones de producción temprana en dos lotes en abril y julio de 1946, pero fueron cancelados y no construidos.

## Especificaciones (E.1/44)
Referencia datos: Jane's all the World's Aircraft 1949-50, The British Fighter since 1912

### Características generales
- Tripulación: Uno (piloto)
- Longitud: 11,6 m (38,1 ft)
- Envergadura: 11 m (36,1 ft)
- Altura: 5,6 m (18,4 ft)
- Superficie alar: 23,6 m² (254 ft²)
- Peso vacío: 3747 kg (8258,4 lb)
- Peso cargado: 5203 kg (11 467,4 lb)
- Planta motriz: 1× turborreactor centrífugo Rolls-Royce Nene II.
  - Empuje normal: 22 kN (2243 kgf; 4946 lbf) de empuje.
- Capacidad de combustible: 1950 L, incluyendo dos depósitos en sobrecarga en el fuselaje trasero; provisión para depósitos lanzables subalares

### Rendimiento
- Velocidad máxima operativa (Vno): 1000 km/h (621 MPH; 540 kt)
- Alcance: 660 km (356 nmi; 410 mi)
- Techo de vuelo: 13 000 m (42 651 ft)
- Tiempo a altitud: 12 min 30 s para 12 000 m (40 000 pies)

### Armamento
- Cañones: 

  - 4x Hispano-Suiza HS.404 de 20 mm

## Aeronaves relacionadas

### Aeronaves similares
- Hawker Sea Hawk
- Supermarine Attacker

### Secuencias de designación
- Secuencia G._ (interna de Gloster): ← G.39 - G.40 - G.41 - G.42 - G.43 - G.44 - G.47 →
- Secuencia GA._ (interna de Gloster): GA.1 - GA.2 - GA.3 - GA.4 - GA.5 - GA.6